# Wouter Corstjens
Wouter Corstjens, né le 13 février 1987 à Maastricht aux Pays-Bas, est un footballeur belge qui joue au poste de défenseur.

## Biographie

### En club
Wouter Corstjens est formé au KSK Tongres et au KRC Genk, dont il rejoint l'équipe première lors de la saison 2005-2006. Il est ensuite transféré au KVC Westerlo, dont il défend les couleurs pendant six saisons.
À la mi-août 2009, il se blesse gravement à la cheville et une opération est inévitable, il est absent des terrains pendant deux mois. En 2012, Westerlo est relégué en deuxième division et Corstjens rejoint la La Gantoise peu après. Il ne réussit toutefois pas à percer dans le club gantois et il retourne en prêt à Westerlo en janvier 2013. Les saisons suivantes, il est prêté au Lierse SK et à Waasland-Beveren et en août 2015, après avoir joué seulement deux rencontres pour Gand, Corstjens rejoint le Panetolikós FC, club de première division grecque, où il signe un contrat de deux saisons.
Bénéficiant de peu de temps de jeu, l'aventure grecque de Corstjens se termine fin 2015. Le défenseur central se voit proposer un transfert vers le club de Lommel United à la fin du mois de décembre. Il y signe un contrat d'une saison avec une option pour une deuxième saison, l'option ne sera toutefois pas levée et il retourne une nouvelle fois à Westerlo pour trois saisons.
Lors de la saison 2019-2020, Corstjens est prêté au Patro Eisden Maasmechelen avec lequel il s'engage l'année suivante et devient champion de Nationale 1 lors de la saison 2022-2023, permettant ainsi au club de rejoindre la Challenger Pro League, l'antichambre de l'élite. À l'issue de la saison 2023-2024, il raccroche les crampons et devient directeur général, prenant la relève d'Olivier Boyen à la tête du club.

### En sélections nationales
Wouter Corstjens traverse toutes les équipes d'âge belges, il est un pion important des moins de 16 ans (17 capes, 0 buts) ainsi que des moins de 17 ans (11 capes, 3 buts) avant de disparaître un peu des radars, ne collectant que quelques sélections épisodiques dans les tranches d'âge suivantes, jusqu'à ce qu'il soit appelé chez les espoirs, avec lesquels il dispute l'entièreté de la campagne qualificative à l'Euro espoirs 2009 (10 capes, 0 buts). Il n'a toutefois jamais été convoqué en équipe A.

## Statistiques

### En club
| Saison                | Club                    | Championnat           | Championnat | Championnat | Championnat | Coupe(s) nationale(s) | Coupe(s) nationale(s) | Coupe(s) nationale(s) | Compétition(s) continentale(s) | Compétition(s) continentale(s) | Compétition(s) continentale(s) | Compétition(s) continentale(s) | Autres compétitions | Autres compétitions | Autres compétitions | Autres compétitions | Total | Total | Total |
| Saison                | Club                    | Division              | M.          | B.          | P.d.        | M.                    | B.                    | P.d.                  | Comp.                          | M.                             | B.                             | P.d.                           | Comp.               | M.                  | B.                  | P.d.                | M.    | B.    | P.d.  |
| 2005-2006             | KRC Genk                | Division 1            | 1           | 0           | 0           | -                     | -                     | -                     | C3                             | -                              | -                              | -                              | -                   | -                   | -                   | -                   | 1     | 0     | 0     |
| 2006-2007             | KVC Westerlo            | Division 1            | 16          | 1           | 0           | 0                     | 0                     | 0                     | -                              | -                              | -                              | -                              | -                   | -                   | -                   | -                   | 16    | 1     | 0     |
| 2007-2008             | KVC Westerlo            | Division 1            | 26          | 1           | 1           | 1                     | 1                     | 0                     | -                              | -                              | -                              | -                              | -                   | -                   | -                   | -                   | 27    | 2     | 1     |
| 2008-2009             | KVC Westerlo            | Division 1            | 25          | 2           | 1           | 1                     | 0                     | 0                     | -                              | -                              | -                              | -                              | -                   | -                   | -                   | -                   | 26    | 2     | 1     |
| 2009-2010             | KVC Westerlo            | Division 1            | 12          | 0           | 0           | 1                     | 0                     | 0                     | -                              | -                              | -                              | -                              | PO2+BE              | 6+2                 | 0+0                 | 0+1                 | 21    | 0     | 1     |
| 2010-2011             | KVC Westerlo            | Division 1            | 24          | 2           | 0           | 6                     | 0                     | 0                     | -                              | -                              | -                              | -                              | PO2                 | 4                   | 0                   | 0                   | 34    | 2     | 0     |
| 2011-2012             | KVC Westerlo            | Division 1            | 27          | 0           | 0           | 1                     | 0                     | 0                     | C3                             | 3                              | 0                              | 0                              | PO3+TF              | 4+5                 | 0+0                 | 0+0                 | 40    | 0     | 0     |
| Sous-total            | Sous-total              | Sous-total            | 131         | 6           | 2           | 10                    | 1                     | 0                     | -                              | 3                              | 0                              | 0                              | -                   | 21                  | 0                   | 1                   | 165   | 7     | 3     |
| 2012-2013             | KAA La Gantoise         | Division 1            | 0           | 0           | 0           | 0                     | 0                     | 0                     | C3                             | 2                              | 0                              | 1                              | PO2+BE              | -                   | -                   | -                   | 2     | 0     | 1     |
| 2012-2013             | KVC Westerlo (prêt)     | Division 2            | 8           | 0           | 0           | -                     | -                     | -                     | -                              | -                              | -                              | -                              | TF                  | -                   | -                   | -                   | 8     | 0     | 0     |
| 2013-2014             | Lierse SK (prêt)        | Division 1            | 18          | 1           | 1           | 1                     | 0                     | 0                     | -                              | -                              | -                              | -                              | PO2                 | -                   | -                   | -                   | 19    | 1     | 1     |
| 2014-2015             | Waasland-Beveren (prêt) | Division 1            | 20          | 1           | 0           | -                     | -                     | -                     | -                              | -                              | -                              | -                              | PO2                 | 2                   | 0                   | 0                   | 22    | 1     | 0     |
| 2015-2016             | Panetolikós FC          | Super League          | 3           | 0           | 0           | 1                     | 0                     | 0                     | -                              | -                              | -                              | -                              | -                   | -                   | -                   | -                   | 4     | 0     | 0     |
| Sous-total            | Sous-total              | Sous-total            | 49          | 2           | 1           | 2                     | 0                     | 0                     | -                              | 2                              | 0                              | 1                              | -                   | 2                   | 0                   | 0                   | 55    | 2     | 2     |
| 2016-2017             | Lommel United           | Division 1B           | 6           | 1           | 0           | -                     | -                     | -                     | -                              | -                              | -                              | -                              | PO3                 | 6                   | 1                   | 0                   | 12    | 2     | 0     |
| 2017-2018             | KVC Westerlo            | Division 1B           | 24          | 2           | 0           | 2                     | 0                     | 0                     | -                              | -                              | -                              | -                              | PO3                 | 5                   | 0                   | 0                   | 31    | 2     | 0     |
| 2018-2019             | KVC Westerlo            | Division 1B           | 15          | 0           | 0           | 1                     | 0                     | 0                     | -                              | -                              | -                              | -                              | PO2                 | 3                   | 0                   | 0                   | 19    | 0     | 0     |
| Sous-total            | Sous-total              | Sous-total            | 45          | 3           | 0           | 3                     | 0                     | 0                     | -                              | -                              | -                              | -                              | -                   | 14                  | 1                   | 0                   | 62    | 4     | 0     |
| 2019-2020             | PE Maasmechelen (prêt)  | Division 1 Amateur    | 20          | 0           | 0           | -                     | -                     | -                     | -                              | -                              | -                              | -                              | -                   | -                   | -                   | -                   | 20    | 0     | 0     |
| 2020-2021             | PE Maasmechelen         | Nationale 1           | 1           | 0           | 0           | 1                     | 0                     | 0                     | -                              | -                              | -                              | -                              | -                   | -                   | -                   | -                   | 2     | 0     | 0     |
| 2021-2022             | PE Maasmechelen         | Nationale 1           | 26          | 1           | 0           | 2                     | 0                     | 0                     | -                              | -                              | -                              | -                              | -                   | -                   | -                   | -                   | 28    | 1     | 0     |
| 2022-2023             | PE Maasmechelen         | Nationale 1           | 36          | 3           | 0           | 3                     | 0                     | 0                     | -                              | -                              | -                              | -                              | -                   | -                   | -                   | -                   | 39    | 3     | 0     |
| 2023-2024             | PE Maasmechelen         | Division 1B           | 28          | 2           | 0           | 2                     | 0                     | 0                     | -                              | -                              | -                              | -                              | PO                  | 1                   | 0                   | 0                   | 31    | 2     | 0     |
| Sous-total            | Sous-total              | Sous-total            | 111         | 6           | 0           | 8                     | 0                     | 0                     | -                              | -                              | -                              | -                              | -                   | 1                   | 0                   | 0                   | 120   | 6     | 0     |
| Total sur la carrière | Total sur la carrière   | Total sur la carrière | 336         | 17          | 3           | 23                    | 1                     | 0                     | -                              | 5                              | 0                              | 1                              | -                   | 38                  | 1                   | 1                   | 402   | 19    | 5     |

## Palmarès

### En club
|  |  | PE Maasmechelen - Championnat de Belgique de Nationale 1 (1) : - Champion : 2023 |

## Vie privée
Wouter Corstjens a un frère jumeau, Ruben Corstjens, qui est également footballeur au même poste de défenseur central au ASV Geel, où il a raccroché les crampons en 2022.